# Лингаджатское соглашение

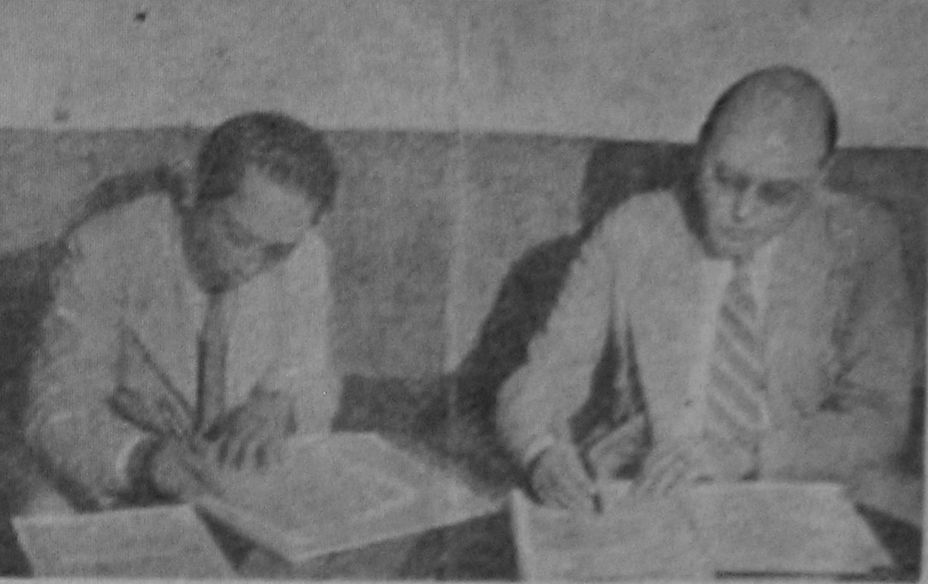
Султан Шарир и Виллем Схермерхорн подписывают соглашение в Лингаджати

Лингаджатское соглашение (индон. Perundingan Linggadjati, Perundingan Linggajati, нидерл. Overeenkomst van Linggadjati) — соглашение, подписанное 15 ноября 1946 года в деревне Лингаджати (индон. Linggadjati, Linggajati) возле Чиребона (в связи с чем его ещё называют «Чиребонским соглашением») между представителями нидерландской администрации и самопровозглашённой Республики Индонезия.

## Предыстория
Весной 1942 года Нидерландская Ост-Индия была захвачена Японией. В годы японской оккупации индонезийские националисты за счёт сотрудничества с японскими оккупационными властями сумели заложить основы будущего независимого государства, и после капитуляции Японии, пока нидерландская администрация ещё не вернулась, 17 августа 1945 года была провозглашена независимость Индонезии. Вернувшиеся нидерландские власти попытались восстановить довоенное статус-кво, и началась война за независимость Индонезии. Нидерланды были ослаблены Второй мировой войной, и в октябре 1946 года предложили заключить перемирие. Индонезийская сторона приняла предложение о прекращении огня, и 11-12 ноября представители Индонезии и Нидерландов провели переговоры в деревне Лингаджати на острове Ява, итогом которых и стало соглашение.

## Условия соглашения
По условиям соглашения Нидерланды признавали власть Республики Индонезия над островами Ява, Суматра и Мадура. Республика должна была войти составной частью в будущее государство «Соединённые Штаты Индонезии», провозглашение которого намечалось на 1 января 1949 года, а само это государство должно было войти в унию с Нидерландами, Суринамом и Нидерландскими Антильскими островами; главой унии должна была стать королева Нидерландов.

## Итоги и последствия
25 марта 1947 года Палата представителей нидерландского парламента ратифицировало соглашение в урезанном виде, что было отвергнуто индонезийской стороной. Дальнейшие разногласия привели к тому, что 20 июля 1947 года соглашение было разорвано нидерландской стороной.